# Світлівщина (заказник)
Світлівщина — ландшафтний заказник місцевого значення. Об'єкт розташований на території Новосанжарського району Полтавської області, Розміщений поблизу с. Світлівщина..
Площа — 169,4248 га, статус отриманий у 2020 році.
Цінна та добре збережена місцевість зі сформованими лучноболотними комплексами, що виконують важливі екологічні, гідрологічні та природоохоронні функції. Місцезростання рідкісних видів рослин.